# Słonów (gmina)
Słonów – dawna gmina wiejska istniejąca w latach 1945–1954 w woj. poznańskim i woj. zielonogórskim (dzisiejsze woj. lubuskie). Nazwa gminy pochodzi od wsi Słonów, lecz siedzibą władz gminy był Dobiegniew, stanowiący odrębną gminę miejską.
Gmina Słonów powstała po II wojnie światowej (1945) na terenie tzw. Ziem Odzyskanych (tzw. III okręg administracyjny – Pomorze Zachodnie). 25 września 1945 gmina – jako jednostka administracyjna powiatu strzeleckiego – została powierzona administracji wojewody poznańskiego, po czym z dniem 28 czerwca 1946 została przyłączona do woj. poznańskiego. 6 lipca 1950 gmina wraz z całym powiatem strzeleckim weszła w skład nowo utworzonego woj. zielonogórskiego.
Według stanu z 1 lipca 1952 gmina składała się z 13 gromad: Chrapów, Derkacze, Dębogóra, Grąsy, Kępa Zagajna, Ługi, Mierzęcin, Ostrowiec, Przeborowo, Sarbinowo, Sławica, Słonów i Wołogoszcz. Gmina została zniesiona 29 września 1954 wraz z reformą wprowadzającą gromady w miejsce gmin. Jednostki nie przywrócono 1 stycznia 1973 wraz z kolejną reformą reaktywującą gminy.